# Minčol (Velká Fatra)
Minčol (na starších mapách Kračkov, 1398 m n. m.) je hora ve Velké Fatře na Slovensku. Nachází se v liptovské větvi hlavního hřebene mezi vrcholy Rakytov (1567 m) na severovýchodě a Čierny kameň (1479 m) na jihozápadě. Rakytov je oddělen Južným Rakytovským sedlem (1295 m), Čierny kameň Sedlem pod Čiernym kameňom (1266 m). Mezi Minčolem a Južným Rakytovským sedlem se nachází ještě bezejmenná zalesněná vyvýšenina, ze které vybíhá jihovýchodním směrem krátká rozsocha s vrcholem Magury (1200 m). Severozápadní svahy Minčolu spadají do horních partií Ľubochnianské doliny, jihovýchodní do doliny Veľká Turecká. Částečně lučnatý vrchol poskytuje omezené výhledy.

## Přístup
- po zelené  značce ze Sedla pod Čiernym kameňom
- po zelené  značce z Južného Rakytovského sedla

(cesta prochází kousek pod vrcholem)